# Paolo y Francesca (escultura)
Paolo y Francesca (en francés: Paolo et Francesca) es una escultura de Auguste Rodin que forma parte de la obra monumental La Puerta del Infierno, una comisión del Museo de las Artes Decorativas de París basado en la Divina Comedia de Dante Alighieri. Esta obra está inspirada en los personajes descritos en el Canto V, en el segundo círculo del infierno, Francesca da Rimini y Paolo Malatesta.

## Inspiración de la obra y significado
En el segundo círculo del Infierno se encuentran aquellos que han pecado de lujuria. Estas almas están condenadas a ser impelidas por un fuerte viento que las embiste contra suelo y paredes, las agita y las hace chocar entre ellas sin descanso. Es aquí donde Dante se encuentra con Paolo y Francesca, que vivieron en la Edad Media en Italia. Francesca había contraído matrimonio con Gianciotto Malatesta y fue puesta a cargo de su hermano menor Paolo, de quién se enamoró. Gianciotto al descubrirlos, los apuñaló y así acabó con su engaño.

## Historia
Paolo y Francesca aparecen en muchos de los dibujos del prototipo de La Puerta del Infierno entre 1880 y 1881. En la primera versión, Rodin los colocó en el centro de la hoja izquierda, obra que posteriormente será renombrada Francesca da Rimini comúnmente conocida como El Beso. Esta pieza fue descartada por Rodin cerca de 1886 y reemplazada por una nueva versión que muestra a los "amantes  malditos" en una escena más cercana a la descrita por Dante en el texto.